# (147421) Gárdonyi
(147421) Gárdonyi est un astéroïde de la ceinture principale.

## Description
(147421) Gardonyi est un astéroïde de la ceinture principale. Il fut découvert le 1er avril 2003 à Piszkesteto par Krisztián Sárneczky. Il présente une orbite caractérisée par un demi-grand axe de 2,91 UA, une excentricité de 0,07 et une inclinaison de 7,0° par rapport à l'écliptique.

## Compléments